# 平川光伸
平川 光伸（ひらかわ みつのぶ、1835年4月26日（天保6年3月29日） - 1891年（明治24年）6月7日）は、幕末の土佐藩士。明治時代の官吏。判事。三潴県権令。岡山地方裁判所長。諱は光伸、通称は和太郎、（小川）保馬。旧姓は小川。

## 経歴
尾川光久の長男として土佐国安芸郡和食村（現高知県安芸郡芸西村和食）に生まれる。土佐藩の小吏。父を継ぎ、藩の下横目職を務めた。勤王党に志を通じ、井上佐市郎暗殺事件にも関与した。のち脱藩し国事に奔走。
東山道先鋒総督府斥候として活躍。1868年（慶応4年4月）流山の戦いで近藤勇が投降するきっかけを作ったのは平川光伸、南部甕男、上田楠次の3名の策略によるといわれている。
ほか、大監察助役、鎮将府権弁事試補などを歴任し、1872年（明治5年5月）秋田県権参事に任ぜられる。のち度会県参事を経て、1875年（明治8年）三潴県権令となり、1876年（明治9年）8月、退官した。
1877年（明治10年）6月、判事となり、同年、大阪裁判所主席判事に任じる。その後、1885年（明治18年）9月、岡山重罪裁判所長、1888年（明治21年）頃、岡山始審裁判所長、のち岡山地方裁判所長を歴任した。
1891年（明治24年）6月7日、東京大学病院で死去した。

## 栄典
位階
- 1874年（明治7年）頃 - 従六位[2]
- 1877年（明治10年） - 従五位[2]
- 1891年（明治24年）6月7日 - 正五位[5]

勲章等
- 1882年（明治15年） - 勲五等双光旭日章[2]